# Court Tomb von Altmore
Das Court Tomb von Altmore liegt im Townland Altmore (irisch An tAllt Mór), dt. „große Schlucht“, wobei der vollständige Name des Townlands Altmore alias Barracktown ist.  Es ist auch als Giant’s Graves bekannt und liegt auf welligem, nach Westen abfallendem Gelände in einem mit 455 ha sehr großen, langgestreckten Townland, südöstlich von Carrickmore und südwestlich von Pomeroy im County Tyrone in Nordirland.
Court Tombs gehören zu den megalithischen Kammergräbern (englisch chambered tombs) in Irland und Großbritannien. Sie werden mit etwa 400 Exemplaren größtenteils in Ulster im Norden der Republik Irland und in Nordirland gefunden. Der Begriff Court Tomb wurde 1960 von dem irischen Archäologen Ruaidhrí de Valera eingeführt. 

## Beschreibung
Am östlichen Ende des Ost-West-orientierten Court Tombs befinden sich Reste einer Kammer und des Hofes (englisch court). Die Kammer besteht aus dem Endstein und vier Seitensteinen. Am Westende stehen zwei Orthostaten. Sie sind größer als die der meisten Megalithanlagen der Region.
Der Cairn ist etwa 13,0 m breit und mit über 60,0 Metern sehr lang (ähnlich lang sind nur Creevykeel im County Sligo und Farranmacbride im County Donegal). Es gibt reichlich überwachsenes Cairnmaterial, aber es ist nicht alles original.
In der Nähe des Hofzugangs steht eine große flache Platte. Ein Teil des Hofes, der etwa 8,0 m breit gewesen sein könnte, und der Kammerzugang sind gut erkennbar.
Im Townland liegt auch ein geschützter Menhir.